# 19 평균율

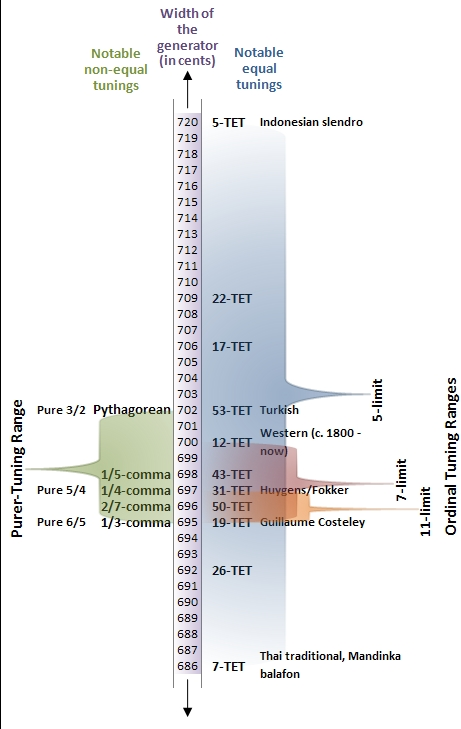
그림 1: 19 P5=694.737센트의 조율 연속체에 대한 TET

음악에서 19 평균율은 한 옥타브를 19개로 나누어 얻은 평균율 음계이다. 각 단계는 19√2 또는 63.16의 주파수 비율을 나타낸다. 센트 ( Play (도움말·정보) ).
서양의 고전적 음악에서 이 평균율 음계를 묘사할 경우 (12 평균율의 음계 외에서 볼 때) 이 19 평균율로 이러한 음악을 연주하는 것을 다른 음률보다 더 쉽게 만든다.

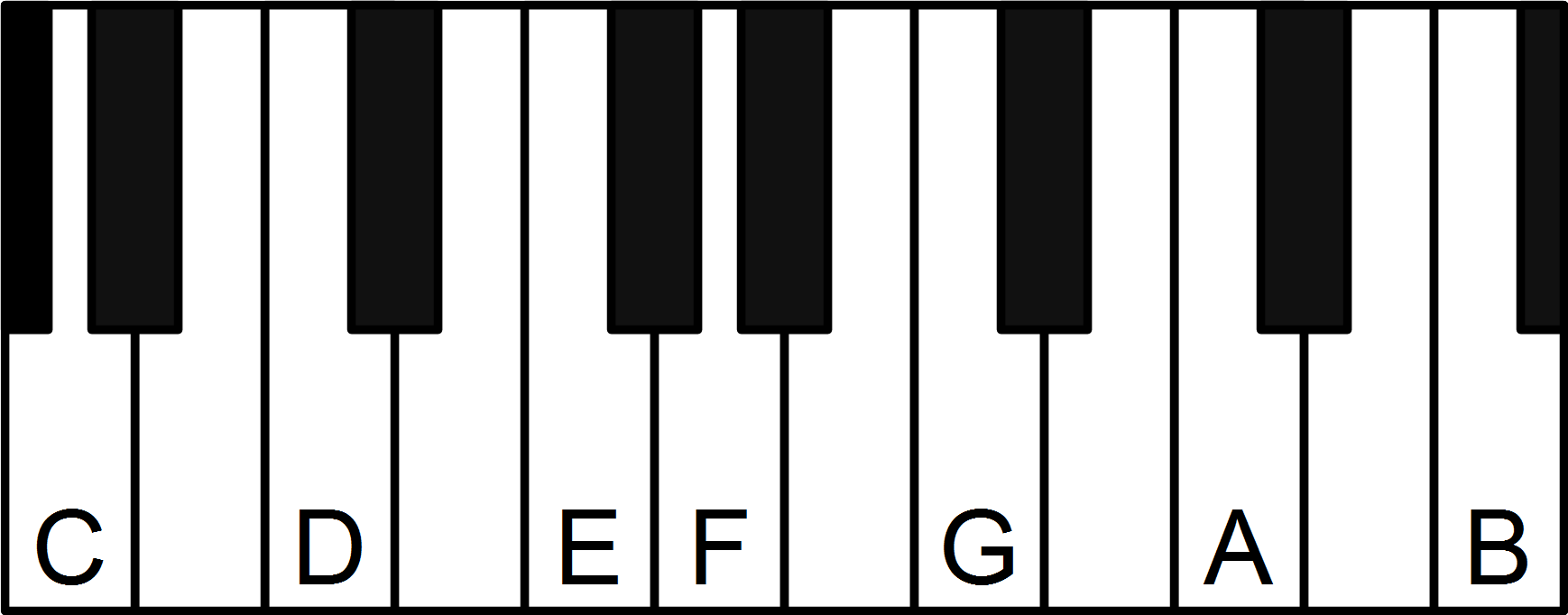
조셉 야세르 의 19 평균율 건반 레이아웃

19평균율은 완전 5도가 694.737과 같은 조율 의 평균율이다.

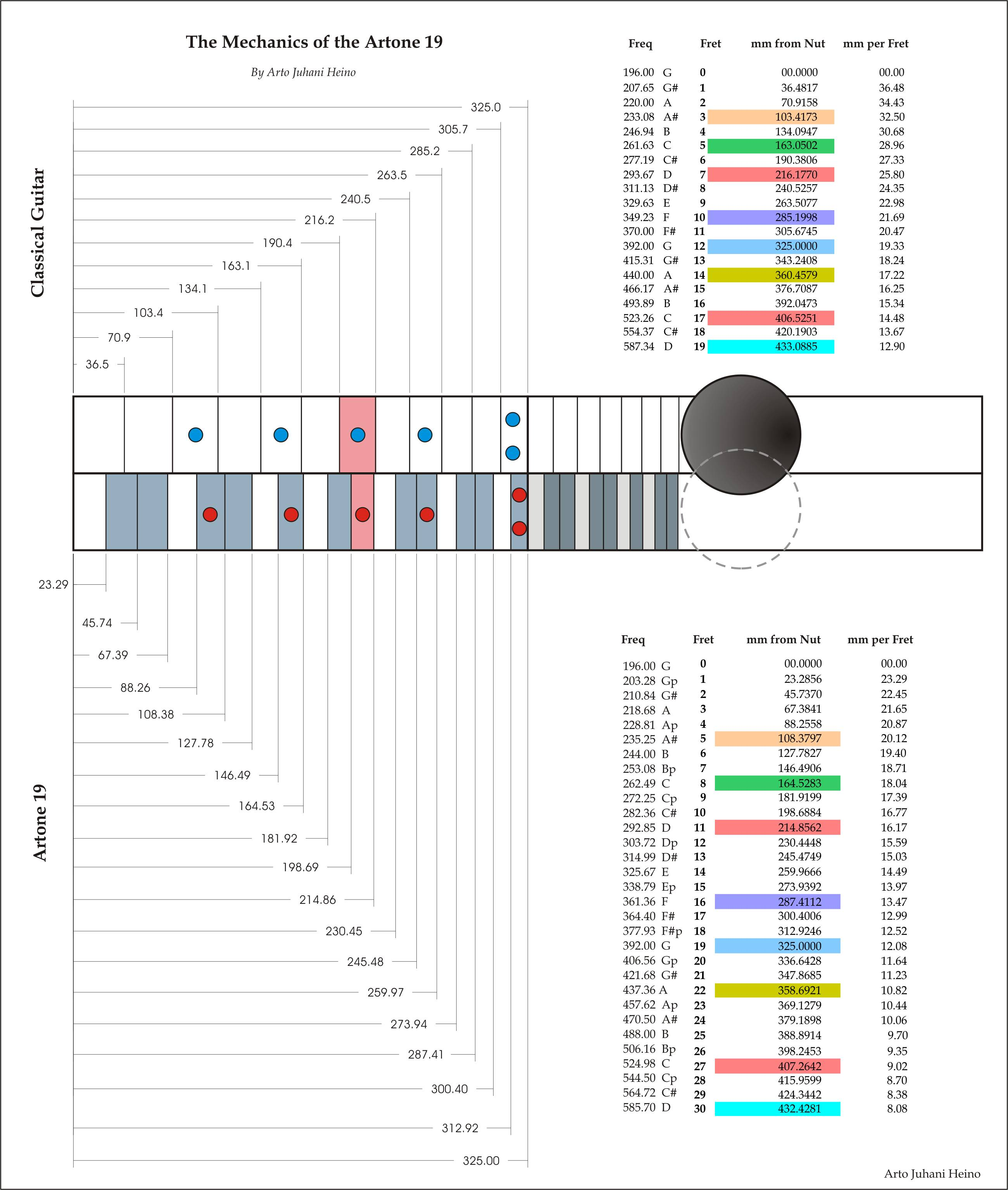

## 역사
옥타브를 19개의 동일한 폭 단계로 나누는 것은 르네상스 음악 이론에서 자연스럽게 생겨났다. 4개의 단 3도와 옥타브의 비율은 거의 정확히 한 옥타브의 19분의 1이었다. 이러한 튜닝 시스템에 대한 관심은 작곡가 기욤 코스텔리가 1558년 샹송 Seigneur Dieu ta pitié에서 이를 사용한 16세기로 거슬러 올라간다. 코스텔리는 이 튜닝의 순환 측면을 이해하고 원했다.
1577년, 음악 이론가 프란시스코 데 살리나스는 1/3 콤마 평균음에 대해 논의했다. 여기서 평균 완전 5도는 694.786센트이다. 살리나스는 옥타브에 19개의 음을 조율하여 이 5도까지 낮추는 것을 제안했다. 19 평균율의 5도는 694.737센트로, 1/3 콤마 평균음의 5도보다 20분의 1센트도 채 되지 아니한 만큼 더 좁고 눈에 띄지 않으며, 조율 오류보다도 작다. 따라서 살리나스의 제안은 사실상 19 평균율이다.
19세기에 수학자이자 음악 이론가인 웨슬리 울하우스는 50 평균율과 같이 자신이 더 나은 것으로 여겼던 평균적인 기질에 대한 보다 실용적인 대안으로 이를 제안했다.
작곡가 조엘 만델바움은 19 평균율 조율의 특성에 대해 글을 썼고 박사 학위 논문에서 이를 사용할 것을 옹호했다. 만델바움은 이것이 12에서 22 사이의 분할 수를 가진 유일하게 실행 가능한 시스템이라고 주장했으며, 나아가 간격을 근사하는 데 상당한 개선을 가져오는 분할 수가 가장 적은 두 번째 시스템은 31 평균율이라고 주장했다. 만델바움과 조셉 야서는 19 평균율로 음악을 작성했다. 이즐리 블랙우드는 19 평균율이 "음색 레퍼토리를 상당히 풍부하게" 만든다고 주장했다.

## 표기법

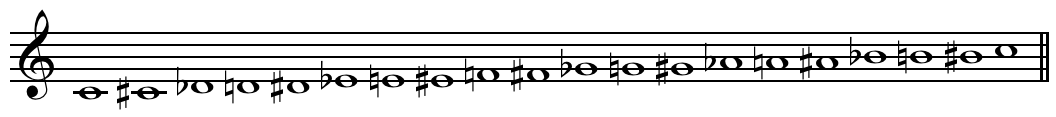

19 평균율은 일반적인 음악에서처럼 증1도와 단2도 (혹은 감1도와 단2도)의 간격을 별개의 음정으로 취급하여 표현할 수 있다. 가령, 19평균율에서는 B♯과 C ♭이, E♯과 F♭이  서로 이명동음인 등, 증1도와 감2도가 서로 같은 간격이다.

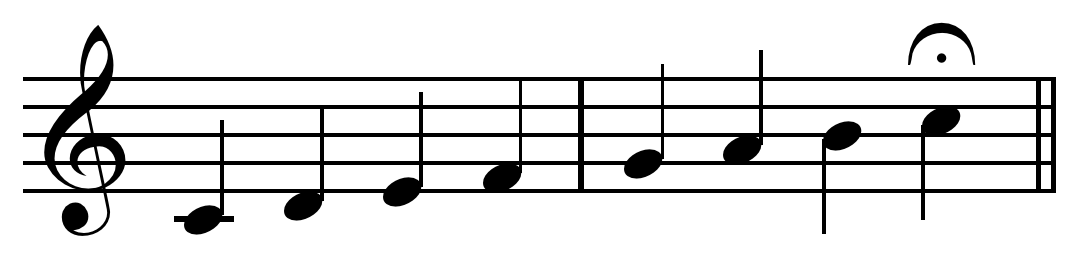
,,

## 음계
| 조성         | 음계 | 음계 | 음계 | 음계 | 음계 | 음계 | 음계 | 올림표의 개수 |  | 조성         | 음계 | 음계 | 음계 | 음계 | 음계 | 음계 | 음계 | 내림표의 개수 |
| ------------ | ---- | ---- | ---- | ---- | ---- | ---- | ---- | ------------- |  | ------------ | ---- | ---- | ---- | ---- | ---- | ---- | ---- | ------------- |
| 다장조       | C    | D    | E    | F    | G    | A    | B    | 0             |  |              |      |      |      |      |      |      |      |               |
| 사장조       | G    | A    | B    | C    | D    | E    | F♯   | 1             |  |              |      |      |      |      |      |      |      |               |
| 라장조       | D    | E    | F♯   | G    | A    | B    | C♯   | 2             |  |              |      |      |      |      |      |      |      |               |
| 가장조       | A    | B    | C♯   | D    | E    | F♯   | G♯   | 3             |  |              |      |      |      |      |      |      |      |               |
| 마장조       | E    | F♯   | G♯   | A    | B    | C♯   | D♯   | 4             |  |              |      |      |      |      |      |      |      |               |
| 나장조       | B    | C♯   | D♯   | E    | F♯   | G♯   | A♯   | 5             |  | 겹내림다장조 | C    | D    | E    | F    | G    | A    | B    | 14            |
| 올림바장조   | F♯   | G♯   | A♯   | B    | C♯   | D♯   | E♯   | 6             |  | 겹내림사장조 | G    | A    | B    | C    | D    | E    | F♭   | 13            |
| 올림다장조   | C♯   | D♯   | E♯   | F♯   | G♯   | A♯   | B♯   | 7             |  | 겹내림라장조 | D    | E    | F♭   | G    | A    | B    | C♭   | 12            |
| 올림사장조   | G♯   | A♯   | B♯   | C♯   | D♯   | E♯   | F    | 8             |  | 겹내림가장조 | A    | B    | C♭   | D    | E    | F♭   | G♭   | 11            |
| 올림라장조   | D♯   | E♯   | F    | G♯   | A♯   | B♯   | C    | 9             |  | 겹내림마장조 | E    | F♭   | G♭   | A    | B    | C♭   | D♭   | 10            |
| 올림가장조   | A♯   | B♯   | C    | D♯   | E♯   | F    | G    | 10            |  | 겹내림나장조 | B    | C♭   | D♭   | E    | F♭   | G♭   | A♭   | 9             |
| 올림마장조   | E♯   | F    | G    | A♯   | B♯   | C    | D    | 11            |  | 내림바장조   | F♭   | G♭   | A♭   | B    | C♭   | D♭   | E♭   | 8             |
| 올림나장조   | B♯   | C    | D    | E♯   | F    | G    | A    | 12            |  | 내림다장조   | C♭   | D♭   | E♭   | F♭   | G♭   | A♭   | B♭   | 7             |
| 겹올림바장조 | F    | G    | A    | B♯   | C    | D    | E    | 13            |  | 내림사장조   | G♭   | A♭   | B♭   | C♭   | D♭   | E♭   | F    | 6             |
| 겹올림다장조 | C    | D    | E    | F    | G    | A    | B    | 14            |  | 내림라장조   | D♭   | E♭   | F    | G♭   | A♭   | B♭   | C    | 5             |
|              |      |      |      |      |      |      |      |               |  | 내림가장조   | A♭   | B♭   | C    | D♭   | E♭   | F    | G    | 4             |
| 내림마장조   | E♭   | F    | G    | A♭   | B♭   | C    | D    | 3             |  |              |      |      |      |      |      |      |      |               |
| 내림나장조   | B♭   | C    | D    | E♭   | F    | G    | A    | 2             |  |              |      |      |      |      |      |      |      |               |
| 바장조       | F    | G    | A    | B♭   | C    | D    | E    | 1             |  |              |      |      |      |      |      |      |      |               |
| 다장조       | C    | D    | E    | F    | G    | A    | B    | 0             |  |              |      |      |      |      |      |      |      |               |